# Paraṃbrahman
Parabrahman/ Paraṃbrahman o Para Brahman/ Paraṃ Brahman (devanāgarī: परंब्रह्मन्, traducible por Altísimo Brahman) es un término sánscrito que designa el espíritu supremo o la realidad última. Es significativo especialmente en la doctrina advaita (hinduismo). Aparece en los Vedas, y se discute sobre él ampliamente en los Upanishads.